# Вільшанка (притока Великої Висі)
Вільшанка — річка в Україні у Новоархангельському районі Кіровоградської області. Ліва притока річки Великої Висі (басейн Південного Бугу).

## Опис
Довжина річки 20 км, похил річки 2,9 м/км  площа басейну водозбіру 90,8 км , найкоротша відстань між витоком і гирлом — 16,23  км, коефіцієнт звивистості річки — 1,23 . Формується багатьма струмками та загатами.

## Розташування
Бере початок у селі Вільшанка. Тече переважно на північний захід через села Покровку, Кальниболото і впадає у річку Велику Вись, ліву притоку річки Синюхи.
Населені пункти вздовж берегової смуги: Кіндратівка.

## Цікаві факти
- У селі Кальниболото біля гирла річку перетинає автошлях Т 1206[3] (автомобільний шлях територіального значення в Кіровоградській області. Проходить територією Новоархангельського та Новомиргородського районів через Новоархангельськ — Петроострів — Новомиргород. Загальна довжина — 83,3 км.).
- У XX столітті на річці існували молочно-, птице-тваринні ферми (МТФ, ПТФ), водокачки, газгольдери та газові свердловини[2], а у XIX столітті — водяні та вітряні млини[1].